# Gheorghe Bontilă
Gheorghe Bontilă (n. 16 aprilie 1904, Ploiești) a fost un inginer și profesor universitar din București, membru în conducerea organizației anticomuniste Pop - Bujoiu. A sprijinit grupul condus de Diamandi Ionescu, care acționa pe Valea Iarei. A fost arestat în martie 1948, condamnat la muncă silnică pe viață (sentința din 1 noiembrie 1948), fiind învinuit de activitate îndreptată împotriva ordinii de stat.
Procesul înscenat de Securitate avea numele procesul „Procesul grupului de complotiști, spioni și sabotori“ cunoscut și ca "Procesul Marii Finanțe", fiind pus în scenă la sfârșitul lunii octombrie 1948 (între 27 octombrie și 2 noiembrie 1948), la Tribunalul Militar din București. 
Scopul ideologic al procesului era să demonstreze „cârdășia dintre capitaliști, legionari și imperialiștii anglo-americani“, în vederea răsturnării noului regim „democratic“ al R.P.R.
Parcursul carceral al lui Gheorghe Bontilă cuprinde, pe rând Închisoarea Malmaison, celebra închisoare din cadrul Ministerului de Interne, ulterior Jilava și apoi Aiud.